# Mariano Veloy
Mariano Veloy García (La Coruña, España, 17 de mayo de 1923 — Barcelona, España, 3 de febrero de 1988) fue un futbolista español que se desempeñaba como centrocampista.

## Clubes
| Club             | País   | Año       |
| ---------------- | ------ | --------- |
| R. C. D. Español | España | 1943-1953 |
| Real Avilés      | España | 1954-1955 |